# Беттендорф (комуна)
Беттендорф (люксемб. Bettenduerf, фр. Bettendorf, нім. Bettendorf) — комуна Люксембургу. Входить до складу кантону Дикірх в окрузі Дикірх.

## Географія
Площа території комуни складає 23,24 км² (39-е місце за цим показником серед 116 комун Люксембургу).
Висота найвищої точки комуни над рівнем моря становить 422 метрів (41-е місце за цим показником серед комун країни), найнижчої — 180 метрів (19-е місце).

## Демографія
Станом на 2011 рік на території комуни мешкало 2 493 ос.
Динаміка чисельності населення:

## Адміністративний поділ
До складу комуни входять такі поселення:
| Поселення  | Населення за даними переписів: | Населення за даними переписів: | Населення за даними переписів: |
| Поселення  | на 31.03.1981                  | на 01.03.1991                  | на 15.02.2001                  |
| ---------- | ------------------------------ | ------------------------------ | ------------------------------ |
| Беттендорф | 869                            | 1 008                          | 1 045                          |
| Гільсдорф  | 666                            | 739                            | 864                            |
| Местрофф   | 213                            | 272                            | 405                            |